# تشارلز جيمس موراي
تشارلز جيمس موراي (بالإنجليزية: Charles James Murray)‏ هو سياسي بريطاني (وحمل سابقاً جنسية المملكة المتحدة لبريطانيا العظمى وأيرلندا)، ولد في 1851، وتوفي في 25 سبتمبر 1929. حزبياً، نشط في حزب المحافظين. في الانتخابات العمومية البريطانية 1880 ‏، انتخب عضو برلمان المملكة المتحدة الـ22 عن دائرة Hastings ‏ (31 مارس 1880 – 20 يونيو 1883) وفي الانتخابات العمومية البريطانية 1895 ‏، انتخب عضو برلمان المملكة المتحدة الـ26 عن دائرة Coventry (UK Parliament constituency) ‏ (13 يوليو 1895 – ) وفي الانتخابات العمومية البريطانية 1900 ‏، انتخب عضو برلمان المملكة المتحدة الـ27 عن دائرة Coventry (UK Parliament constituency) ‏ ( – 8 يناير 1906).